# Jagiellonia Białystok w sezonie 1975/1976

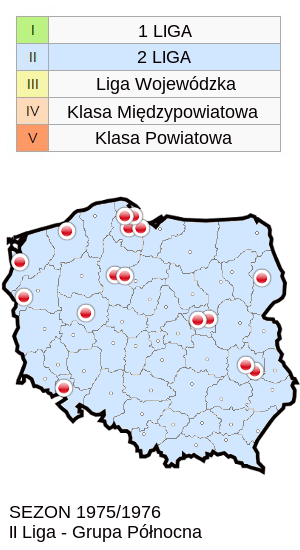
BOZPN - Zespoły występujące w II lidze (gr.północnej) w sezonie 1975/76

Jagiellonia Białystok przystąpiła do rozgrywek II Ligi w grupie północnej.

## II poziom rozgrywkowy
Rozgrywki II ligi odbywały się w dwóch grupach "północna" i "południowa", Jagiellonia grała w tzw. grupie północnej, wyjątkiem był występ drużyny z południa Polski Zagłębia Wałbrzych. Według regulaminu do I ligi awansowała drużyna z 1 miejsca, do nowo utworzonej makroregionalnej III ligi spadały drużyny z miejsca 14,15,16.

Klub rozgrywał swoje mecze na stadionie Gwardii Białystok, który mógł pomieścić około 30tys. widzów. Pierwszy mecz odbył się 10 sierpnia 1975r. z Olimpią Poznań zremisowany 1:1 (br. Sieliwonik 72').

Jagiellonia z zapasem zrealizowała swoje założenia na sezon i utrzymała się w II lidze na 9 miejscu. Jak na beniaminka był to dobry sezon. Kadrowo skład się uszczuplił, ale klub nie stracił żadnego z podstawowych zawodników, była zatem rywalizacja w drużynie co prognozowało dobrą postawę w następnym sezonie.
W rozgrywkach Pucharu Polski Jagiellonia uległa w pierwszym swym występie Lechii Gdańsk po rzutach karnych i odpadła z dalszej rywalizacji. W drabince regionalnej doszła do finału, gdzie pokonała lokalnego rywala - Gwardię Białystok - 3:1. 
Klub Kibica
 
Staraniem zarządu Jagiellonii oraz Gazety Współczesnej powołano klub sympatyków Jagiellonii, którego pierwsze spotkanie odbyło się 21 sierpnia o godz.17:00 w świetlicy przy ul. Jurowieckiej. Celem całego przedsięwzięcia jest cyt.: "organizacja właściwej atmosfery spotkań piłkarskich" na stadionie w Białymstoku. Ponadto przeprowadzanie spotkań z zawodnikami, trenerami oraz działaczami. W artykule czytamy, że brak organizacji dopingu jest przyczyną biernego, bezładnego i chamskiego kibicowania, na co skarżą się zarówno kibice jak i zawodnicy. Jak sama GW przyznaje zorganizowane kibicowanie można zaobserwować na meczach na wielu stadionach w Polsce, ale także pojawiło się na meczach wyjazdowych Jagiellonii.

## Końcowa tabela II Ligi (Grupa Północna)
| Lp. | Drużyna                | M  | Z  | R  | P  | Bramki | Bramki | Różn. | Pkt. | Uwagi              |
| --- | ---------------------- | -- | -- | -- | -- | ------ | ------ | ----- | ---- | ------------------ |
| 1   | Arka Gdynia            | 30 | 20 | 7  | 3  | 41     | 17     | +24   | 47   | Awans do I ligi    |
| 2   | Lechia Gdańsk          | 30 | 18 | 8  | 4  | 38     | 17     | +21   | 44   |                    |
| 3   | Motor Lublin           | 30 | 14 | 9  | 7  | 35     | 15     | +20   | 37   |                    |
| 4   | Stoczniowiec Gdańsk    | 30 | 15 | 4  | 11 | 43     | 30     | +13   | 34   |                    |
| 5   | Bałtyk Gdynia          | 30 | 11 | 10 | 9  | 30     | 26     | +4    | 32   |                    |
| 6   | Zagłębie Wałbrzych     | 30 | 10 | 10 | 10 | 37     | 24     | +13   | 30   |                    |
| 7   | Gwardia Koszalin       | 30 | 12 | 6  | 12 | 35     | 38     | -3    | 30   |                    |
| 8   | Polonia Bydgoszcz      | 30 | 11 | 8  | 11 | 24     | 33     | -9    | 30   |                    |
| 9   | Jagiellonia Białystok  | 30 | 11 | 7  | 12 | 36     | 37     | -1    | 29   |                    |
| 10  | Avia Świdnik           | 30 | 10 | 9  | 11 | 24     | 34     | -10   | 29   |                    |
| 11  | Ursus Warszawa         | 30 | 10 | 8  | 12 | 31     | 31     | 0     | 28   |                    |
| 12  | Olimpia Poznań         | 30 | 10 | 8  | 12 | 24     | 26     | -2    | 28   |                    |
| 13  | Zawisza Bydgoszcz      | 30 | 11 | 6  | 13 | 30     | 33     | -3    | 28   |                    |
| 14  | Stal Stocznia Szczecin | 30 | 8  | 10 | 12 | 29     | 36     | -7    | 26   | Spadek do III ligi |
| 15  | Polonia Warszawa       | 30 | 6  | 7  | 17 | 14     | 34     | -20   | 19   | Spadek do III ligi |
| 16  | Dąb Dębno              | 30 | 2  | 5  | 23 | 16     | 71     | -55   | 9    | Spadek do III ligi |

## Skład, statystyka, transfery
| Nr | Zawodnik               | Poz. | Data ur.   | Wz.  | Mecze | Br. | Transfer z/do | Ostatni klub        |
| -- | ---------------------- | ---- | ---------- | ---- | ----- | --- | --- | ------------------- |
|    | Edward Korotkiewicz    | BR   | 01.04.1948 | 1,90 | 8     | 0   | | Włókniarz Białystok |
|    | Grzegorz Szerszenowicz | BR   | 15.01.1945 | -    | 1     | 0   | | Broń Radom          |
|    | Józef Sikorski         | BR   | 28.05.1952 | 1,83 | 23    | 0   | 1976(w) z Odra Opole                                                                                                  | Odra Opole          |
|    | Stanisław Szwejkowski  | OB   | 4.05.1947  | -    | 27    | 0   | | Włókniarz Białystok |
|    | Jerzy Łapicz           | OB   | ?.?.1949   | -    | 29    | 1   | | Włókniarz Białystok |
|    | Jan Drumski            | NA   | ?.?.1947   | -    | 29    | 6   | | Włókniarz Białystok |
|    | Czesław Gościłowicz    | OB   | ?.?.1951   | -    | 26    | 1   | | Włókniarz Białystok |
|    | Sławomir Tołkacz w     | OB   | ?.?.1955   | -    | 11    | 0   | | wychowanek          |
|    | Jerzy Stankiewicz w    | OB   | b.d.       | -    | 26    | 0   | | wychowanek          |
|    | Jerzy Burak            | OB   | b.d.       | -    | 0     | 0   | | Wigry Suwałki       |
|    | Ryszard Karalus        | PO   | 26.05.1945 | -    | 23    | 2   | | Włókniarz Białystok |
|    | Andrzej Pietrzyk       | PO   | 1.11.1945  | 1,76 | 30    | 2   | - | Włókniarz Białystok |
|    | Tadeusz Siejewicz      | PO   | 24.02.1951 | 1,76 | 11    | 0   | | Włókniarz Białystok |
|    | Marian Cieslik         | PO   | ?.?.1951   | -    | 21    | 2   | | Włókniarz Białystok |
|    | Jan Żukowski           | PO   | ?.?.1952   | -    | 8     | 0   | | Włókniarz Białystok |
|    | Andrzej Laskowski      | PO   | ?.?.1954   | -    | 13    | 1   | 1976(w) z Włókniarz Białystok                                                                                         | Włókniarz Białystok |
|    | Zbigniew Skoczylas     | PO   | 21.08.1951 | -    | 8     | 0   | | Husar Nurzec        |
|    | Piotr Sieliwonik       | NA   | ?.?.1952   | -    | 26    | 5   | | Włókniarz Białystok |
|    | Marek Danilczuk        | NA   | ?.?.1953   | -    | 10    | 1   | 1975(j) z ? | b.d.                |
|    | Kazimierz Mudrewicz    | NA   | ?.?.1950   | -    | 6     | 0   | | Sokół Sokółka       |
|    | Jerzy Zawiślan         | NA   | 18.10.1951 | -    | 30    | 13  | | Sandecja Nowy Sącz  |
|    | Jerzy Kolendo          | NA   | ?.?.1951   | -    | 7     | 1   | | Stal Rzeszów        |
|    | bramka samobójcza      |      |            |      |       | 1   | |                     |
|    | Hieronim Łada          | PO   | b.d.       | -    | -     | -   | Na meczu Jagiellonii z Olimpią P. nastąpiło pożegnanie i zakończenie kariery H.Łady, H.Pasierskiego, T.Wiśniewskiego. | Stal Kraśnik        |
|    | Tadeusz Wiśniewski     | OB   | ?.?.1947   | -    | -     | -   | Na meczu Jagiellonii z Olimpią P. nastąpiło pożegnanie i zakończenie kariery H.Łady, H.Pasierskiego, T.Wiśniewskiego. | b.d.                |
|    | Henryk Pasierski       | PO   | 5.02.1943  | -    | -     | -   | 75(j) do Ognisko Białystok                                                                                            | Włókniarz Białystok |
|    | Piotr Martyniuk        | BR   | ?.?.1956   | -    | -     | -   | 75(j) do ? | b.d.                |
|    | Jan Węcławski          | BR   | b.d.       | -    | -     | -   | 75(j) do ?) ? | b.d.                |
|    | Ryszard Chrzanowski w  | OB   | 24.08.1948 | 1,78 | -     | -   | 75(j) do Gwardia Białystok                                                                                            | wychowanek          |
|    | Ryszard Święciński     | OB   | ?.?.1954   | -    | -     | -   | 75(j) do ? | b.d.                |
|    | Henryk Bartos          | PO   | b.d.       | -    | -     | -   | 75(j) do ? | Włókniarz Białystok |
|    | Wojciech Konf          | NA   | ?.?.1946   | -    | -     | 3   | 75(j) do ? | Avia Świdnik        |
|    | Bohdan Kucharski       | NA   | b.d.       | -    | -     | -   | 75(j) Włókniarz Białystok                                                                                             | Włókniarz Białystok |
|    | Leon Zińczuk           | NA   | ?.?.1947   | -    | -     | -   | 75(j) do ? | b.d.                |

- Jerzy Zawiślan z 13 bramkami, wicekról strzelców grupy północnej.
- Skład drużyny rezerw: (nie licząc zawodników z I zespołu) Piotr Martyniuk, Jerzy Bołtuć, Zenon Góralczyk, Andrzej Łazuk, Kazimierz Frąckiewicz, Grzegorz Fiedorczuk, Janusz Filipowicz, Ryszard Ptaszyński, Jerzy Kruszewski, Antoni Żak, Krzysztof Kulesza, Andrzej Jarocki, Marek Guzowski. Sparingi: Bzura Chodaków - Jagiellonia II 2:1, Skra Czarna Białostocka: Jagiellonia II 2:0.

## Mecze
| Mecze i wyniki | Mecze i wyniki       | Mecze i wyniki    | Mecze i wyniki | Mecze i wyniki | Mecze i wyniki         | Mecze i wyniki | Mecze i wyniki                            | Poz w lidze. | Poz w lidze. | Poz w lidze. |
| Lp. | Data                 | Rozgrywki         | F.             | D/W            | Przeciwnik             | Wynik          | Strzelcy bramek                           | M.           | P.           | Br.          |
| --- | -------------------- | ----------------- | -------------- | -------------- | ---------------------- | -------------- | ----------------------------------------- | ------------ | ------------ | ------------ |
| 1 | 3.08.1975 Białystok  | PP - I run.       | -              | W              | Lechia Gdańsk          | 0:0 (4:5)k     | odpadnięcie po karnych                    | Zejście      | Zejście      | Zejście      |
| 2 631 | 10.08.1975 Białystok | II Liga - 1 kol.  | 10000          | D              | Olimpia Poznań         | 1:1            | Sieliwonik 72                             | 8            | 1            | 1:1          |
| 3 632 | 17.08.1975 Szczecin  | II Liga - 2 kol.  | 1500           | W              | Stal Stocznia Szczecin | 2:2            | Zawiślan 55' Sieliwonik 65'               | 8            | 2            | 3:3          |
| 4 633 | 31.08.1975 Gdańsk    | II Liga - 3 kol.  | 25000          | W              | Lechia Gdańsk          | 1:0            |                                           | 11           | 2            | 3:4          |
| 5 634 | 14.09.1975 Białystok | II Liga - 4 kol.  | 8000           | D              | Stoczniowiec Gdańsk    | 1:2            | (sam.) 41'                                | 15           | 2            | 4:6          |
| 6 635 | 21.09.1975 Gdynia    | II Liga - 5 kol.  | 4000           | W              | Bałtyk Gdynia          | 1:1            | Zawiślan 43'                              | 15           | 3            | 5:7          |
| 7 636 | 28.09.1975 Białystok | II Liga - 6 kol.  | 4000           | D              | Arka Gdynia            | 1:1            | Zawiślan 65'                              | 14           | 4            | 6:8          |
| 8 637 | 5.10.1975 Dębno      | II Liga - 7 kol.  | 2000           | W              | Dąb Dębno              | 0:1            | Zawiślan 46'                              | 11           | 6            | 7:8          |
| 9 638 | 12.10.1975 Białystok | II Liga - 8 kol.  | 7000           | D              | Zagłębie Wałbrzych     | 3:1            | Cieślik 20' Drumski 62(k)' Pietrzyk 89'   | 6            | 8            | 10:9         |
| 10 639 | 19.10.1975 Świdnik   | II Liga - 9 kol.  | 1000           | W              | Avia Świdnik           | 3:0            |                                           | 12           | 8            | 10:12        |
| 11 640 | 26.10.1975 Białystok | II Liga - 10 kol. | 6000           | D              | Motor Lublin           | 0:3            |                                           | 13           | 8            | 10:15        |
| 12 641 | 2.11.1975 Bydgoszcz  | II Liga - 11 kol. | 7000           | W              | Polonia Bydgoszcz      | 2:0            |                                           | 14           | 8            | 10:17        |
| 13 642 | 9.11.1975 Białystok  | II Liga - 12 kol. | 6000           | D              | Zawisza Bydgoszcz      | 3:0            | Gościłowicz 73' Zawiślan 74' Karalus 81'  | 14           | 10           | 13:17        |
| 14 643 | 16.11.1975 Warszawa  | II Liga - 13 kol. | 1000           | W              | Ursus Warszawa         | 1:0            |                                           | 13           | 10           | 13:18        |
| 15 644 | 23.11.1975 Białystok | II Liga - 14 kol. | 4000           | D              | Polonia Warszawa       | 2:0            | Zawiślan 29(k)' Kolendo 50'               | 12           | 12           | 15:18        |
| 16 645 | 30.11.1975 Koszalin  | II Liga - 15 kol. | 5000           | W              | Gwardia Koszalin       | 3:2            | Łapicz 55' Drumski 70(k)'                 | 12           | 12           | 17:21        |
| 17 646 | 6.03.1976 Poznań     | II Liga - 16 kol. | -              | W              | Olimpia Poznań         | 1:0            |                                           | 12           | 12           | 17:22        |
| 18 647 | 14.03.1976 Białystok | II Liga - 17 kol. | 7000           | D              | Stal Stocznia Szczecin | 3:2            | Sieliwonik 27' Laskowski 44' Zawiślan 65' | 12           | 14           | 20:24        |
| 19 648 | 21.03.1976 Białystok | II Liga - 18 kol. | 11000          | D              | Lechia Gdańsk          | 1:1            | Karalus 60'                               | 12           | 15           | 21:25        |
| 20 649 | 28.03.1976 Gdańsk    | II Liga - 19 kol. | 6000           | W              | Stoczniowiec Gdańsk    | 2:1            | Pietrzyk 21'                              | 12           | 15           | 22:27        |
| 21 650 | 4.04.1976 Białystok  | II Liga - 20 kol. | 10000          | D              | Bałtyk Gdynia          | 2:0            | Sieliwonik 27' Zawiślan 64'               | 12           | 17           | 24:27        |
| 22 651 | 11.04.1976 Gdynia    | II Liga - 21 kol. | -              | W              | Arka Gdynia            | 2:0            |                                           | 13           | 17           | 24:29        |
| 23 652 | 18.04.1976 Białystok | II Liga - 22 kol. | 8000           | D              | Dąb Dębno              | 3:0            | Drumski 61' Cieślik 85' Zawiślan 90'      | 13           | 19           | 27:29        |
| 24 | ?.?.1976 Suwałki     | PP OKR. - V rzut  | -              | W              | Ognisko Starosielce    | 0:2            | Drumski 51' 61'                           | awans        | awans        | awans        |
| 25 653 | 25.04.1976 Wałbrzych | II Liga - 23 kol. | 300            | W              | Zagłębie Wałbrzych     | 1:1            | Danilczuk 34'                             | 12           | 20           | 28:30        |
| 26 654 | 2.05.1976 Białystok  | II Liga - 24 kol. | 8000           | D              | Avia Świdnik           | 2:0            | Drumski 45' Zawiślan 82'                  | 9            | 22           | 30:30        |
| 27 655 | 9.05.1976 Lublin     | II Liga - 25 kol. | 3000           | W              | Motor Lublin           | 3:0            |                                           | 11           | 22           | 30:33        |
| 28 | 12.05.1976 Suwałki   | PP OKR. - 1/2     | 3000           | W              | Wigry Suwałki          | 1:1 1:2(d.)    | Zawiślan 34(k)' (sam) 98'                 | awans        | awans        | awans        |
| 29 656 | 16.05.1976 Białystok | II Liga - 26 kol. | 8000           | D              | Polonia Bydgoszcz      | 2:1            | Drumski 63(k)' Sieliwonik 74'             | 11           | 24           | 32:34        |
| 30 657 | 23.05.1976 Bydgoszcz | II Liga - 27 kol. | 2000           | W              | Zawisza Bydgoszcz      | 3:0            |                                           | 11           | 24           | 32:37        |
| 31 658 | 30.05.1976 Białystok | II Liga - 28 kol. | 7000           | D              | Ursus Warszawa         | 0:0            |                                           | 12           | 25           | 32:37        |
| 32 659 | 6.06.1976 Warszawa   | II Liga - 29 kol. | 1000           | W              | Polonia Warszawa       | 0:2            | Zawiślan 14' 74'                          | 11           | 27           | 34:37        |
| 33 660 | 13.06.1976 Białystok | II Liga - 30 kol. | 5000           | D              | Gwardia Koszalin       | 2:0            | Drumski 8' Zawiślan 57'                   | 9            | 29           | 36:37        |
| 34 | 17.06.1976 Białystok | PP OKR. - Finał   | 1000           | D              | Gwardia Białystok      | 3:1            | Drumski 19' 65' Sieliwonik 51'            | złoto        | złoto        | złoto        |
| - rozgrywki ligowe, - rozgrywki pucharu polski, - rozgrywki pucharu ligi, - rozgrywki ligi europejskiej, - mecze barażowe lub eliminacyjne, - inne. Liczba meczów w sezonie:1 2 (wszystkie mecze na najwyższym poziomie rozgrywkowym)3 (wszystkie mecze w rozgrywkach ligowych bez baraży) , Puchar Polski: 2 (mecze Pucharu Polski na szczeblu centralnym)3 (wszystkie mecze w Pucharze Polski) |                      |                   |                |                |                        |                |                                           |              |              |              |

## Mecze towarzyskie
- 28.07.1975 początek zgrupowania w Supraślu, gry wewnętrzne.

| Mecze i wyniki | Mecze i wyniki         | Mecze i wyniki | Mecze i wyniki | Mecze i wyniki | Mecze i wyniki                            | Mecze i wyniki | Mecze i wyniki                                        |
| Lp.            | Data, Kraj, Miasto     | Mecze          | Frekw.         | D/W            | Przeciwnik                                | Wynik          | Strzelcy bramek                                       |
| -------------- | ---------------------- | -------------- | -------------- | -------------- | ----------------------------------------- | -------------- | ----------------------------------------------------- |
| 1              | 2.09.1975 Stalowa Wola | tow.           | 1500           | W              | Stal Stalowa Wola (2 poziom)              | 2:4            | Mudrewicz 32' Gościłowicz 48' Łapicz 67' Zawiślan 78' |
| 2              | 7.09.1975 Białystok    | tow.           | 5000           | D              | Star Starachowice (2 poziom)              | 0:6            |                                                       |
| 3              | 9.09.1975 Białystok    | tow.           | -              | D              | Star Starachowice (2 poziom)              |                | odwołany                                              |
| 4              | 7.10.1975 Białystok    | tow.           | -              | D              | Stal Stalowa Wola (2 poziom)              | 3:2            | Gościłowicz 16' 23' Zawiślan 59'                      |
| 5              | 14.10.1975 Białystok   | tow.           | 300            | D              | Atletas Kowno (1 poziom w Litewskiej SRR) | 2:3            | Cieślik 6' 31'                                        |
| 6              | ?.03.1976 Siedlce      | sparing        | -              | W              | Pogoń Siedlce (3 poziom)                  | 2:1            |                                                       |
| 7              | ?.03.1976 Kluczbork    | sparing        | -              | W              | Małapanew Ozimek (2 poziom)               | 1:0            |                                                       |
| 8              | ?.03.1976 Kluczbork    | sparing        | -              | W              | Motor Praszka (? poziom)                  | 0:5            |                                                       |
| 9              | ?.03.1976 Kluczbork    | sparing        | -              | W              | Sparta Zabrze (2 poziom)                  | 0:1            |                                                       |
| 10             | ?.03.1976 Kluczbork    | sparing        | -              | W              | Włókniarz Pabianice (3 poziom)            | 1:2            |                                                       |
| 11             | ?.03.1976 Kluczbork    | sparing        | -              | W              | Włókniarz Pabianice (3 poziom)            | 1:2            |                                                       |
| 12             | ?.03.1976 Kluczbork    | sparing        | -              | W              | Piast Gliwice (2 poziom)                  | 5:0            |                                                       |